# Église Saint-Martin de Mareil-le-Guyon
Pour les articles homonymes, voir Église Saint-Martin.
L'église Saint-Martin est une église catholique située à Mareil-le-Guyon, dans le département des Yvelines, en France.

## Localisation
L'église est située dans le département français des Yvelines, dans la commune de Mareil-le-Guyon.

## Historique

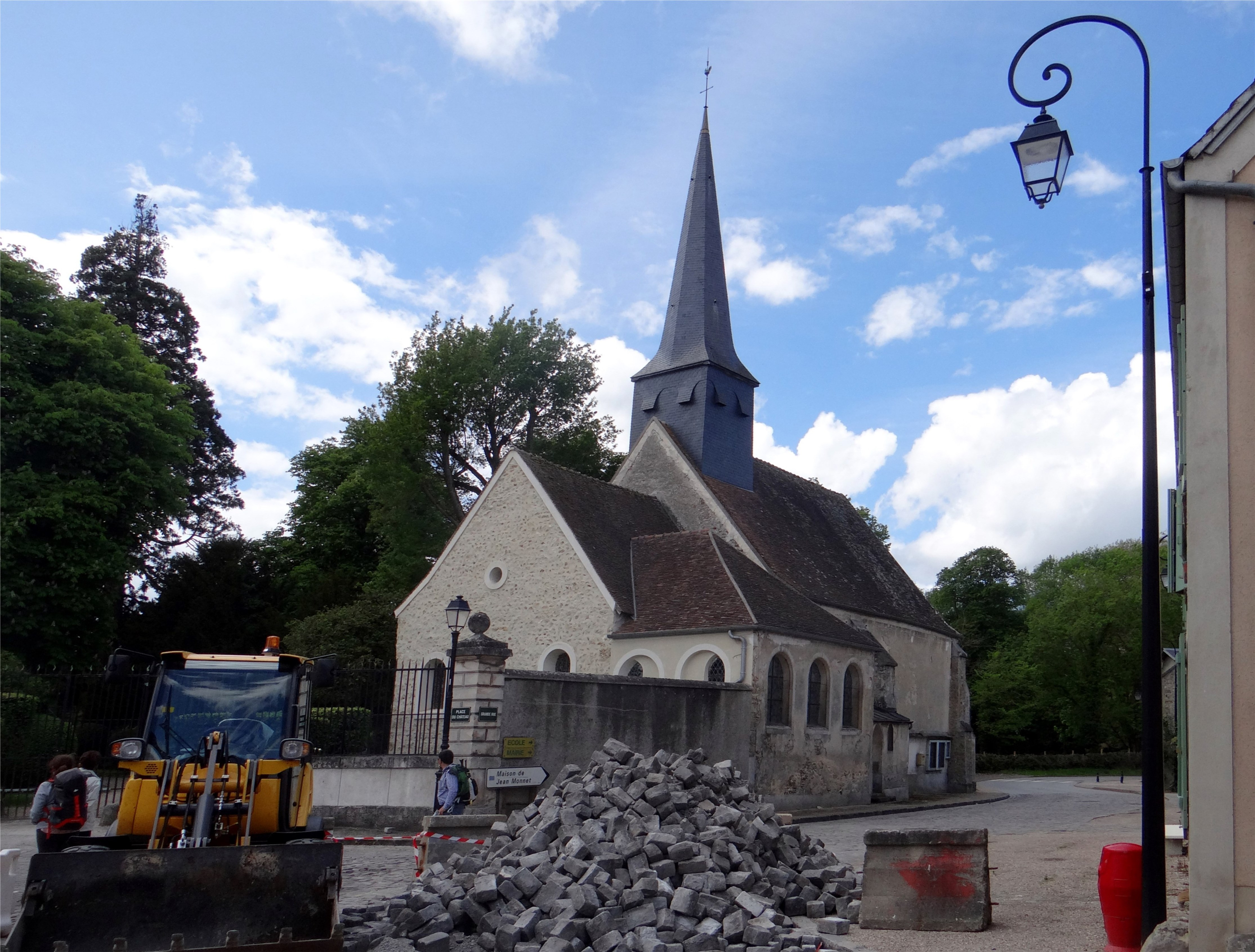
L'église Saint-Martin.

Il est attesté qu'en 980, Hugues Capet fait don à l’abbaye Saint-Magloire de Paris d'une chapelle dédiée à Saint-Martin, et ce don fut confirmé par Robert II le Pieux vers 1002. En 1559, sous François II, cette chapelle devint une église paroissiale.
Dans les années 2010, la situation difficile dans laquelle se trouvent les finances de la commune amène à envisager la vente de l'édifice, décision à laquelle s'oppose la loi de 1905.
Un diagnostic complet réalisé en 2019 a mis en évidence une fragilisation de l'édifice. Un appel aux dons est alors lancé en 2020,,. Des travaux de restructuration sont enfin menés de 2021 à 2023, pour un budget estimé à 800 000 €,.

## Description

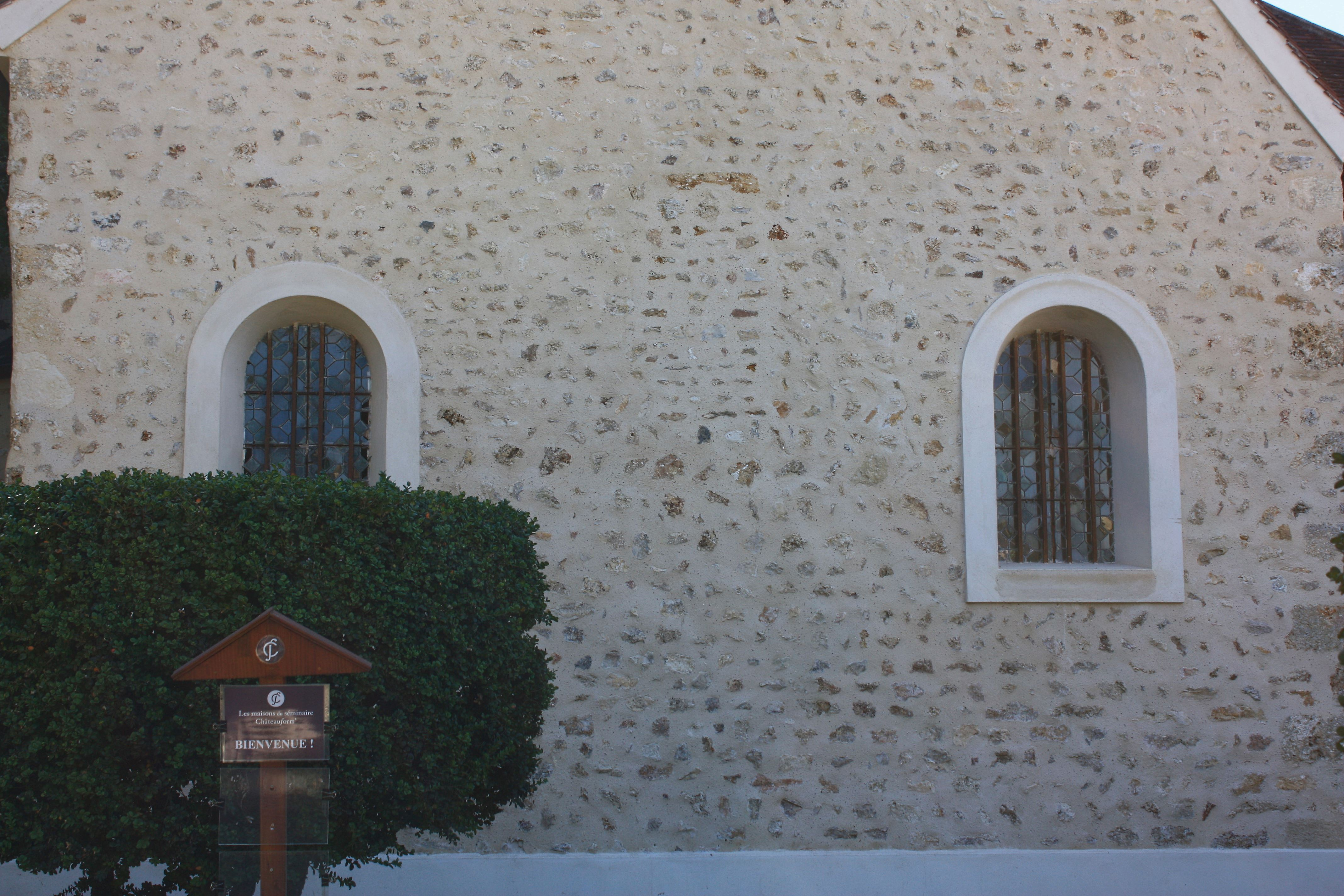
L'église Saint-Martin.

Il ne reste rien de la chapelle carolingienne, bien que le chœur, antérieur au XIIIe siècle, a subi des modifications au XIVe siècle et au XVIIIe siècle, où elle fut considérablement remaniée. Le bâtiment actuel se compose d’une nef en berceau, de quatre travées, d’un chœur à chevet plat à la gauche duquel se trouve une chapelle. Le clocher a été ajouté au niveau de la quatrième travée de la nef.